# Sistema de escritura
Un sistema de escritura es un sistema simbólico visual usado para representar gráficamente elementos o declaraciones expresables en una lengua natural oral.

## Propiedades generales
Los sistemas de escritura se distinguen de otros posibles sistemas de comunicación simbólica en que están asociados a un idioma oral, y por lo tanto se debe entender algo de ese idioma para comprender el texto. Por contraste, otros posibles sistemas simbólicos tales como los símbolos usados en carteles en lugares públicos como un aeropuerto, los mapas, y los signos usados en matemáticas, a menudo no requieren conocimiento previo de un idioma oral.
Cada comunidad humana posee un idioma, una característica reconocida por muchos como una condición innata del humano. Sin embargo el desarrollo de los sistemas de escritura, y el proceso de suplantar los sistemas orales tradicionales de comunicación ha sido esporádico, irregular y lento. Una vez establecido, el sistema de escritura en su totalidad cambia más lentamente que su contrapartida hablada, y a menudo preserva características y expresiones que ya no son corrientes en el idioma hablado. El gran beneficio de los sistemas de escritura es su capacidad de mantener una información persistente expresada en un lenguaje, que puede ser recuperada en cualquier momento.
Todo sistema de escritura requiere:
- un grupo de elementos básicos o símbolos, caracteres o grafemas individualmente determinados, y colectivamente llamados escritura;
- un grupo de reglas y convenciones entendidas y compartidas por la comunidad, que arbitrariamente asigna significados a los elementos básicos, su orden, y sus relaciones con algún otro;
- un lenguaje (generalmente un lenguaje hablado) cuyas construcciones son representadas por la interpretación de esos elementos y reglas;
- algún significado físico que claramente represente los símbolos por la aplicación de un medio permanente o semi-permanente, para que sean interpretados (usualmente visualmente, pero los sistemas táctiles, como el código morse, pueden ser palpados).

## Terminología básica

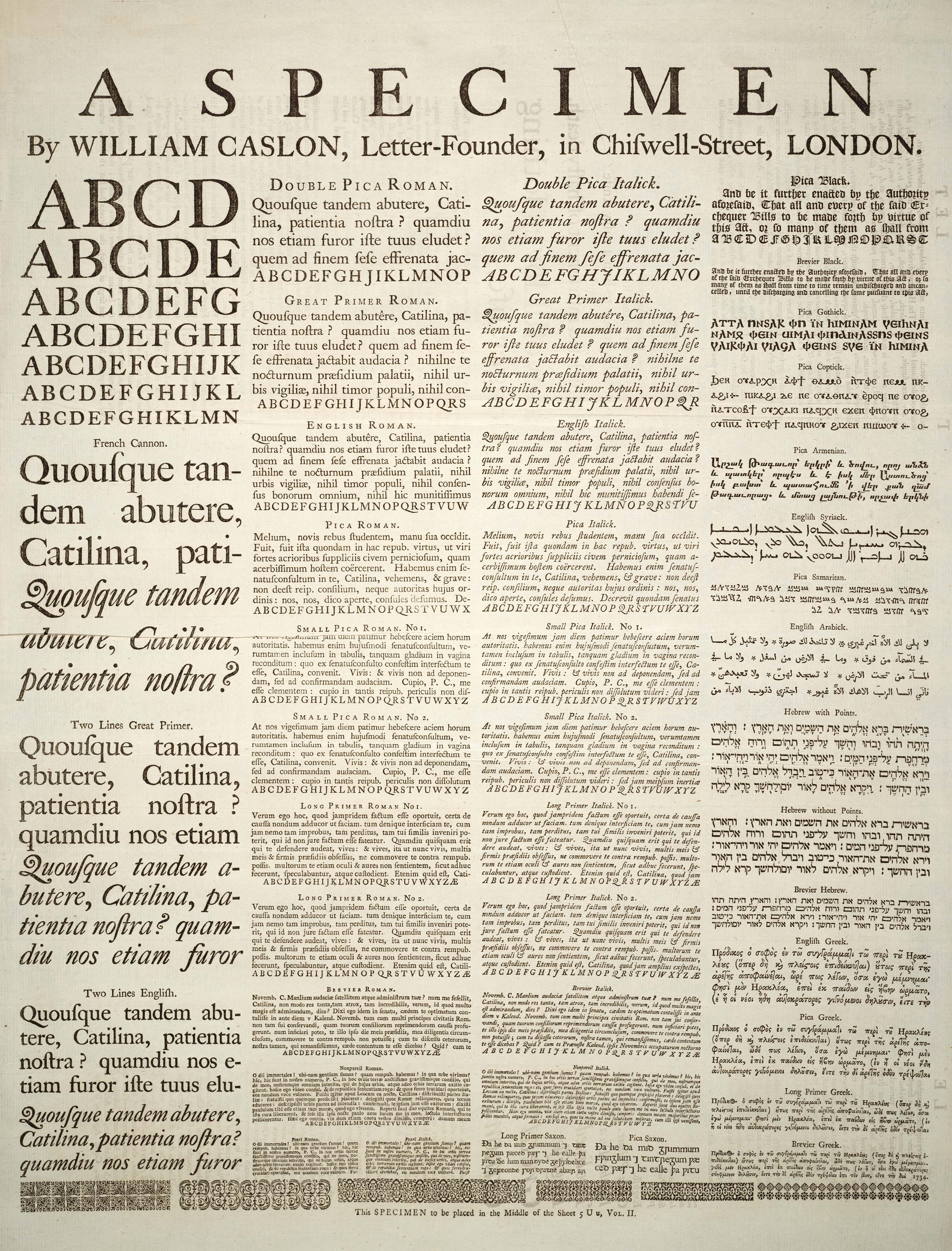
Un espécimen de distintos tipos de letra e idiomas, por William Caslon, fundidor de tipos; de la Cyclopaedia de 1728.

El estudio de los sistemas de escritura se ha desarrollado en parte a lo largo de líneas independientes en el examen de cada una de las escrituras y como tal, la terminología empleada difiere un poco de un campo a otro genérico.
El término genérico texto puede ser usado para referirse a un producto individual del sistema de escritura. El acto de componer un texto se puede denominar como escritura, y el acto de interpretar este texto se puede llamar lectura. En el estudio de los sistemas de escritura, ortografía se refiere al método y las reglas con las cuales se observa la estructura de la escritura (su significado literal es "escritura correcta"), y en particular para los sistemas alfabéticos, incluye el concepto de pronunciación. 
Un grafema es el término técnico acuñado para referirse a la base específica de unidades indivisibles de un determinado sistema de escritura. Los grafemas son los elementos de significado mínimo que juntos componen "bloques de construcción" con los cuales los textos de un determinado sistema de escritura pueden construirse, junto con reglas de correspondencia y uso. El concepto es similar al de fonema usado en el estudio del idioma hablado. Por ejemplo, en el sistema de escritura estándar contemporáneo basado en el latín, los ejemplos de grafemas incluyen las formas mayúscula y minúscula de las veintisiete letras del alfabeto (correspondientes a varios fonemas), signos de puntuación (mayormente no-fonémicos), y otros pocos símbolos, tales como aquellos para los números (logogramas para números).
Nótese que un grafema individual puede ser representado en una amplia variedad de formas, donde cada variación es visualmente distinta en cierto grado, pero todos son interpretados como representación del "mismo" grafema. Estas variaciones individuales son conocidas como alógrafos de un grafema (comparar con el término alófono usado en el estudio lingüístico). Por ejemplo, la letra a tiene diferentes alógrafos cuando se escribe en cursiva, mayúscula, o cualquier tipo de letra. La selección entre diferentes alógrafos puede ser influenciada por el medio usado, el instrumento de escritura, la selección estilística del escritor, y en gran parte la característica inconsciente de la caligrafía individual en 1285.

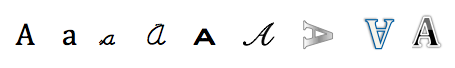
Letra "a".

Los términos glifo, signo y carácter son a veces usados para referirse a un grafema. El uso común varía de disciplina en disciplina; comparar los signos cuneiformes, glifos mayas, y la escritura china. Los glifos de muchos sistemas de escritura están compuestos de líneas (o trazos), pero hay sistemas con glifos de otros tipos, tales como en la escritura cuneiforme y en el braille. 
Los sistemas de escritura son sistemas conceptuales, como son los idiomas a los que se refieren. Estos pueden reconocerse como completos de acuerdo con el alcance que tienen para poder representar todo aquello que puede ser expresado en el idioma hablado.

## Historia de los sistemas de escritura
Los sistemas de escritura fueron precedidos por la proto-escritura, sistemas de ideogramas y antiguos símbolos mnemónicos. Los ejemplos más conocidos son:  
- Escritura Jiahu, símbolos en caparazones de tortugas en Jiahu, ca. 6600 a. C.
- Escritura Vinča (Tablas de Tartaria), ca. 4500 a. C.
- Escritura del Indo temprana, ca. 3500 a. C.

La invención de los primeros sistemas de escritura es aproximadamente simultánea del comienzo de la Edad de Bronce en el Neolítico tardío, luego del Cuarto Milenio A.C. La escritura cuneiforme sumeria y los jeroglíficos egipcios son, generalmente, considerados los primeros sistemas de escritura, ambos emergieron de su propio sistema simbólico ancestral proto-literario del 3400 al 3200 A.C. con textos coherentes antiguos de alrededor del 2600. La escritura china se desarrolló independiente de la escritura del Medio Oriente, alrededor del 1600. También se cree que los sistemas de escritura mesoamericanos precolombinos (incluidos entre otras escrituras maya y Olmeca) tuvieron orígenes independientes entre sí.
Se piensa que el primer alfabeto verdadero escrito apareció alrededor del 2000 a. C., como un lenguaje representativo desarrollado para los esclavos semitas en Egipto por los egipcios (ver Historia del alfabeto). Muchos otros alfabetos en el mundo hoy descendieron de esta única innovación, varios por vía del alfabeto fenicio, o fueron directamente inspirados por este diseño.

## Clasificación funcional de los sistemas de escritura

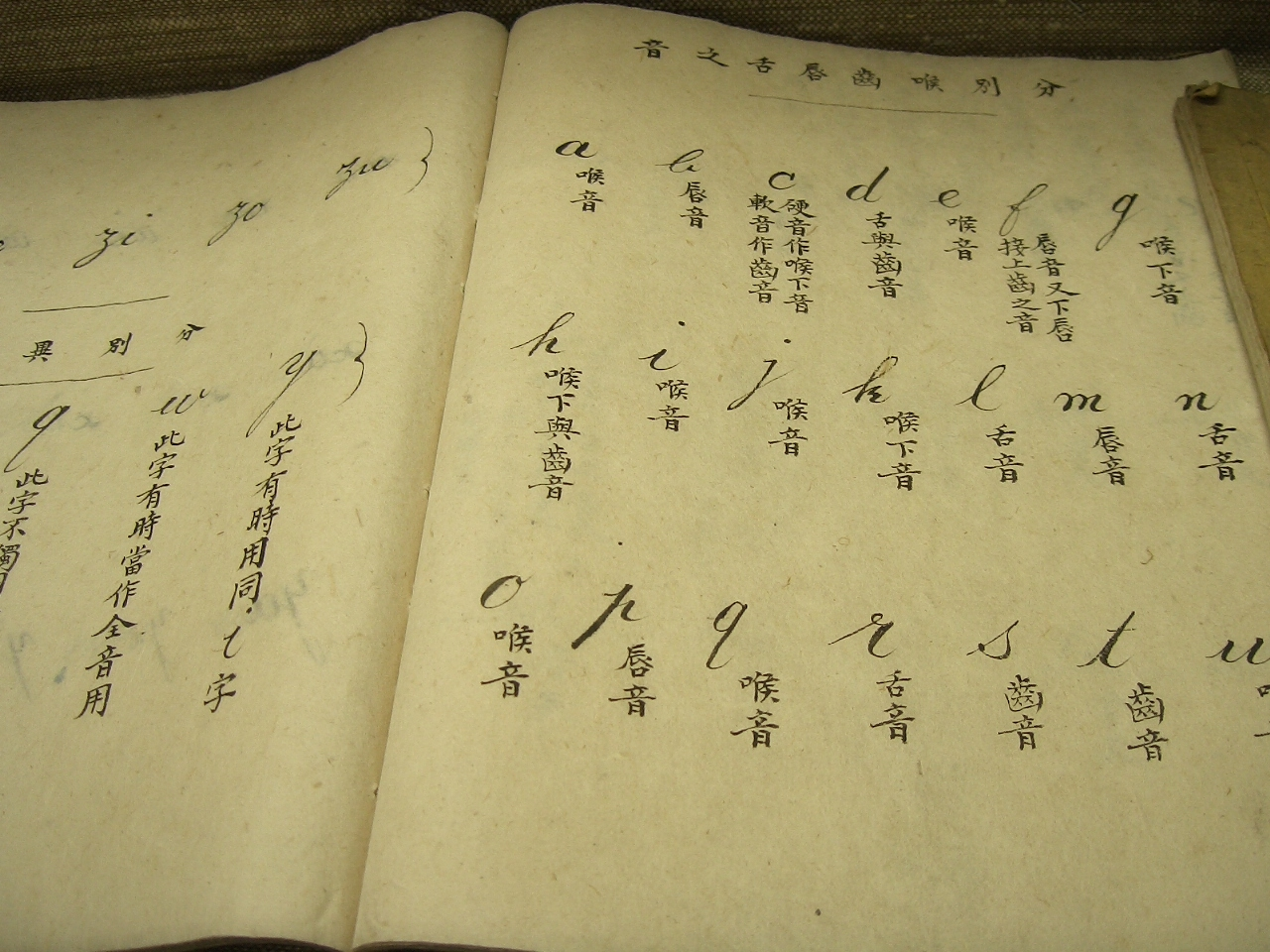
Este libro de texto de Puyi muestra el alfabeto inglés. Aunque las letras inglesas se mueven de izquierda a derecha, las explicaciones chinas van de arriba abajo, como la escritura tradicional.

Las formas más antiguas conocidas de escritura son principalmente logogramas en naturaleza, basados en los elementos del pictograma y el ideograma. La mayoría de los sistemas de escritura pueden en general ser divididos en tres categorías: el logográfico, el silábico, y el alfabético (o segmental); sin embargo, los tres pueden estar incluidos en cualquier sistema de escritura en varias proporciones, a menudo haciéndolos difíciles de catalogar en un único sistema. El término sistema complejo es a veces usado para describir allí donde el mestizaje hace problemática la clasificación. 
| Tipo           | Cada símbolo representa     | Ejemplo          |
| -------------- | --------------------------- | ---------------- |
| Logográfico    | morfema                     | Escritura china  |
| Silábico       | sílaba                      | Kana japoneses   |
| alfabético     | fonema (consonante o vocal) | Alfabeto Latino  |
| Abugida        | fonema (consonante+vocal)   | Devanāgarī hindú |
| Abjad          | fonema (consonante)         | Alfabeto arábigo |
| Característico | característica fonética     | hangul coreano   |

### Sistemas logográficos de escritura
Un logograma es un simple carácter escrito que representa una palabra gramatical completa. Muchos caracteres chinos son clasificados como logogramas.
Como cada carácter representa una simple palabra (o, más precisamente, un morfema), muchos logogramas son requeridos para escribir todas las palabras del idioma. La vasta disposición de logogramas y la memorización de lo que significan representan la mayor desventaja de los sistemas logográficos sobre los sistemas alfabéticos. Sin embargo, dado que el significado es inherente al símbolo, el mismo sistema logográfico puede teóricamente ser usado para representar diferentes idiomas. En la práctica, esto es verdad solo para los idiomas cerradamente relacionados, como el idioma chino, como restricción sintáctica que reduce la portabilidad de un determinado sistema logográfico. El idioma japonés usa logogramas chinos extensivamente en sus sistemas de escritura, con la mayoría de los símbolos con un significado igual o similar. Sin embargo, la semántica, y especialmente la gramática, son lo suficientemente diferentes como para que un largo texto chino sea ininteligible a un lector japonés sin ningún conocimiento básico de la gramática china, aunque unas cortas y concisas frases tales como aquellas de los titulares del periódico son más fáciles de comprender.
Si bien la mayoría de los idiomas no usan completamente los sistemas logográficos, muchos idiomas usan algunos logogramas. Un buen ejemplo de los logogramas modernos occidentales son los números arábigos, cualquiera que use estos símbolos entiende que 1 significa lo que él o ella llama uno, one, eins, yi, ichi o ehad. Otros logogramas occidentales incluyen el et &, usado para abreviar la conjunción y en países anglosajones, el signo arroba @, usado en muchos contextos para la palabra en inglés at (en), el signo de porcentaje % y los muchos signos representando unidades monetarias ($, ¢, €, £, ¥ y así por el estilo).
Los logogramas son a veces llamados ideogramas, una palabra que se refiere a los símbolos que gráficamente representan ideas abstractas, pero los lingüistas evitan este término, como los caracteres chinos son llamados compuestos semánticos-fonéticos, símbolos que incluyen un elemento que representa el significado y un elemento que representa la pronunciación. Algunos no lingüistas distinguen entre la lexigrafía y la ideografía, donde los símbolos en la lexigrafía representan palabras, y los símbolos en la ideografía representan palabras o morfemas.
El más importante (y, de cierta manera, el único sobreviviente) sistema logográfico es el chino, cuyos caracteres son usados, con grados de variación y modificación, en el idioma chino, japonés, coreano, vietnamita, y otros idiomas asiáticos orientales. Los jeroglíficos del Antiguo Egipto y la escritura maya son también sistemas con ciertas características logográficas, aunque ellos tienen marcadas características fonéticas, y no son usados mucho en el uso corriente.

### Sistemas de escritura silábicos
Como los sistemas de escritura logográficos, usan un simple símbolo para una palabra entera, un silabario es un grupo de símbolos escritos que representan (o se aproximan) a sílabas, los cuales crean palabras. Un símbolo en un silabario típicamente representa una consonante seguida de una vocal, o sólo una vocal.
En un "silabario verdadero", no hay similitud gráfica sistemática entre caracteres fonéticamente relacionados (aunque algunos tienen similitudes gráficas entre las vocales). Así, los caracteres para "ke", "ka", y "ko" no tienen similitud que indique su "k" común. Sin embargo, otro tipo de sistema silábico es conocido como abugida, donde cada grafema típicamente representa una sílaba, pero donde los caracteres representan sonidos relacionados son similares gráficamente. La nomenclatura usada para hacer esta distinción fue sólo introducida por lingüistas relativamente recientes, tomando prestado el término abugida de los idiomas etíopes para denominar su propia escritura Ge'ez por este nombre.
Otros idiomas que usan verdaderos silabarios incluyen el griego micénico (Lineal B) y las lenguas indígenas de América tales como el cheroqui. Varios idiomas del Antiguo Oriente Próximo usan formas de la escritura cuneiforme, la cual es un silabario con algunos elementos no silábicos.

### Sistemas de escritura alfabéticos
Un alfabeto es un pequeño grupo de letras -símbolos básicos de escritura- cada uno de los cuales aproximadamente representa o representó históricamente un fonema de un lenguaje hablado. La palabra alfabeto es derivada de alfa y beta, los primeros dos símbolos del alfabeto griego.
En un alfabeto perfectamente fonémico, los fonemas y letras pueden corresponder perfectamente en dos direcciones: un escritor puede predecir el deletreo de una palabra mediante su pronunciación, y un hablante puede predecir la pronunciación de una palabra mediante su deletreo. Cada idioma tiene reglas generales para gobernar la asociación entre letras y fonemas, pero, dependiendo del lenguaje, estas reglas pueden o no ser regularmente seguidas.
Los alfabetos perfectamente fonémicos son muy fáciles de usar, y los idiomas que los tienen (por ejemplo el serbocroata o finlandés) tienen muchas menos barreras lingüísticas para alfabetizar. Como los idiomas a menudo evolucionan independientemente de sus sistemas de escritura, y los sistemas de escritura pueden ser tomados prestados por idiomas para los cuales no fueron diseñados, el número de letras de un alfabeto que corresponde a los fonemas de un idioma varía en gran manera de un idioma a otro y siempre dentro de un simple lenguaje. En tiempos modernos, cuando los lingüistas inventan un sistema de escritura para un idioma que previamente no lo tenía, el éxito está usualmente en el desarrollo de un alfabeto fonémico. Cabe señalar que un verdadero alfabeto fonético para el lenguaje hablado natural sería muy engorroso, ya que tendría que tener una gran variedad de variación fonética. Un ejemplo de tal sistema es el Alfabeto Fonético Internacional (IPA).

#### Abjads
El primer tipo de alfabeto que fue desarrollado fue el abjad. Un abjad es un sistema de escritura alfabético donde hay un símbolo por consonante. Los abjads difieren de otros alfabetos en que tienen caracteres solo para sonidos consonantes. Las vocales no son usuales en abjad. 
Todos los abjads conocidos (excepto tal vez Tifinagh) son de la familia de escrituras semíticas, y derivan del original Abjad Lineal Norteño. La razón para esto es que las lenguas semíticas y las relacionadas lenguas bereberes tienen una estructura morfológica que hacen que la denotación de vocales sea redundante en muchos casos.
Algunos abjads (como el árabe y el hebreo) tienen distinciones para las vocales, pero las usan solo en contextos especiales, tales como la enseñanza. Muchas escrituras que derivan de abjads fueron extendidas con símbolos vocales para convertirlas en alfabetos completos, el más famoso caso es la derivación del alfabeto griego del abjad fenicio. Esto solo pasó cuando la escritura fue adaptada a un lenguaje no semítico.
El término abjad toma su nombre del antiguo orden de las consonantes del alfabeto árabe Alif, Bá, Jim, Dál, aunque la palabra puede tener raíces antiguas en el fenicio o ugarítico.
Abjad es todavía la palabra para alfabeto en el árabe, malayo, e indonesio.

#### Abugidas
Un abugida es un sistema de escritura alfabético cuyos signos básicos denotan consonantes con una vocal inherente y donde una modificación coherente del signo básico indica otras vocales siguientes.
Así, en un abugida puede o no haber un signo para la "k" sin vocal, pero uno también para "ka" (si "a" es la vocal inherente), y "ke" es escrita modificando el signo de "ka" en una manera que es coherente con cómo uno puede modificar "la" para que sea "le". En muchos abugidas la modificación es la adición de un signo vocal, pero otras posibilidades son imaginables (y usadas), tales como la rotación del signo básico, adición del signo diacrítico, etc.
El contraste con "verdaderos silabarios" es que el último tiene un símbolo distintivo para cada sílaba posible, y los signos para cada sílaba no tienen similitud sistemática. La similitud gráfica de muchos abugidas vienen del hecho de que son derivados de los abjads, y las consonantes componen los símbolos con la vocal inherente, y los nuevos símbolos vocales son añadidos al símbolo base.

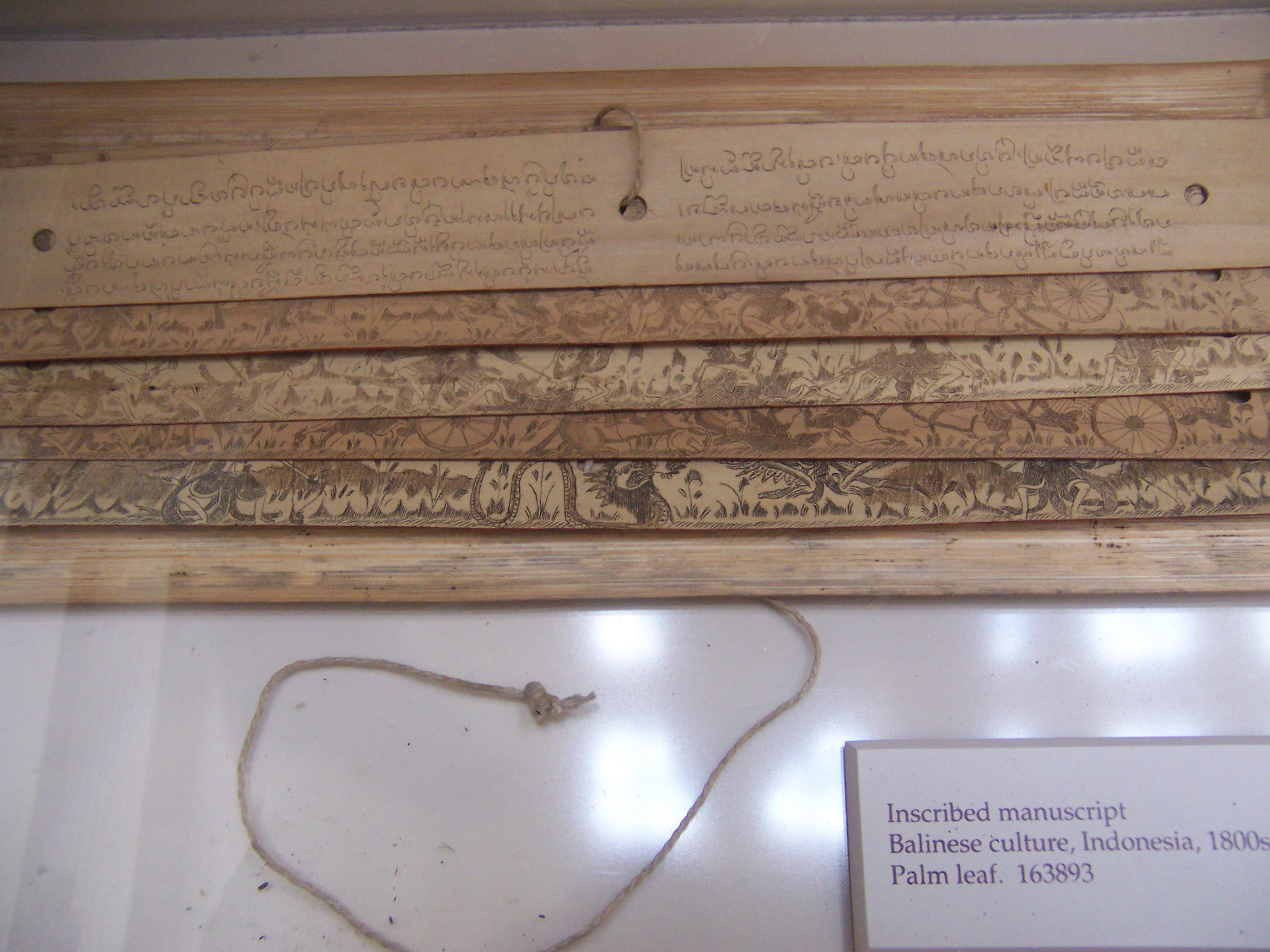
Escritura lontara balinesa en una hoja, Sureste asiático. Los objetos pueden ser vistos en el Field Museum, Chicago, Illinois.

En la escritura Ge'ez, para la cual el término lingüístico abugida fue nombrado, las modificaciones de las vocales no aparecen sistemáticamente, aunque ellas originalmente fueron más. Los silabarios indígenas canadienses pueden considerarse abugidas, aunque ellos son raramente descritos en esos términos. El más largo grupo sencillo de abugidas es la familia Brahámica de escrituras, sin embargo, que incluye casi todas las escrituras usadas en India y el Sureste asiático.
El nombre abugida es derivado de los primeros cuarto caracteres de un orden de la escritura Ge'ez usado en algunos contextos. Fue tomado prestado de los idiomas de Etiopía como un término lingüístico por Peter T. Daniels.

### Sistemas de escritura característicos
Una escritura característica representa detalles más específicos que un alfabeto. Aquí los símbolos no representan fonemas enteros, sino elementos (características) que componen los fonemas, tales como las expresiones o sus puntos de articulación. Teóricamente, cada característica puede ser escrita con una letra separada; y los abjads o abugidas, o ciertamente los silabarios, pueden ser característicos, pero el único sistema prominente de este tipo es el hangul coreano. En el hangul, los símbolos característicos son combinados en letras alfabéticas, y esas letras son unidas en bloques silábicos, entonces el sistema combina tres niveles de representación fonológica.

### Sistemas ambiguos
Muchos sistemas de escritura no son puramente de un solo tipo. El sistema de escritura latino, por ejemplo, incluye números y otros logogramas como #, $, y &, y las letras fonéticas son una pobre igualación de sonido. Como el ya mencionado, todos los sistemas logográficos tienen componentes fonéticos, y también se encuentran a lo largo de las líneas de los silabarios, como el chino ("logo-silábico"), o un abjad, como el egipcio ("logo-consonante").
Ciertas escrituras, sin embargo, son realmente ambiguas. Los semisilabarios de la antigua España son silábicos para las consonantes oclusivas como p, t, k, pero alfabéticos para otras letras. En algunas versiones, las vocales son escritas redundantemente luego de letras silábicas, conforme a una ortografía alfabética. El Antiguo cuneiforme persa es similar. De 23 consonantes, siete son completamente silábicas, trece son puramente alfabéticas, y para las otras tres, hay solo una letra para /Cu/ y las otras /Ca/ y /Ci/. Sin embargo, todas las vocales son escritas claramente a pesar de todo; como en los abugidas Brahámicos, la letra /Ca/ fue usada para una simple consonante.

## Clasificación gráfica de los sistemas de escritura

### Linealidad
Quizás la distinción gráfica primaria en las clasificaciones es la linealidad. Los sistemas de escritura lineales son aquellos en los cuales los caracteres están compuestos de líneas, como el alfabeto latino, la escritura china o el Notsudi (Notación Superpuesta Digital); este último, derivado del alfabeto latino pero con reminiscencias chinas en su aspecto gráfico. Los caracteres chinos son considerados lineales si son escritos con un bolígrafo o con un cepillo caligráfico, o moldeados en bronce. Similarmente, los jeroglíficos egipcios y los glifos mayas son a menudo pintadas en un perfil con forma lineal, pero en situaciones formales son tallados en relieve. Otros sistemas, como el braille, no están compuestos de líneas, no importa qué instrumento se use para escribir. Los más antiguos ejemplos de escritura son lineales: la Escritura sumeria del 3300 a. C. era lineal, aunque sus descendientes cuneiformes no.
La cuneiforme fue probablemente la más antigua escritura. Sus glifos fueron formados presionando el final de una aguja con lengüeta en masilla húmeda, no trazando las líneas en la masilla con la aguja como se dijo previamente. El resultado fue una radical transformación de la apariencia de la escritura. 
El Braille es una adaptación no lineal del alfabeto latino que abandonó por completo las formas latinas. Las letras están compuestas de puntos en relieve en el sustrato de la escritura, que puede ser de cuero (el material original de Louis Braille), papel rígido, plástico, o metal.
Hay también otras adaptaciones no lineales del alfabeto latino, incluyendo el código Morse, el alfabeto manual de varios lenguajes de señas, y el semáforo, en el cual las banderas y barras son posicionadas describiendo ángulos. Sin embargo, si la "escritura" se define como un medio potencialmente permanente de grabar información, entonces estos sistemas no califican como escritura como tal, porque los símbolos desaparecen luego de un tiempo.
Si la escritura Edo es ciertamente un sistema de escritura completo, puede ser el único ejemplo natural de una escritura en la cual el color de los grafemas se pone en contraste.

### Direccionalidad

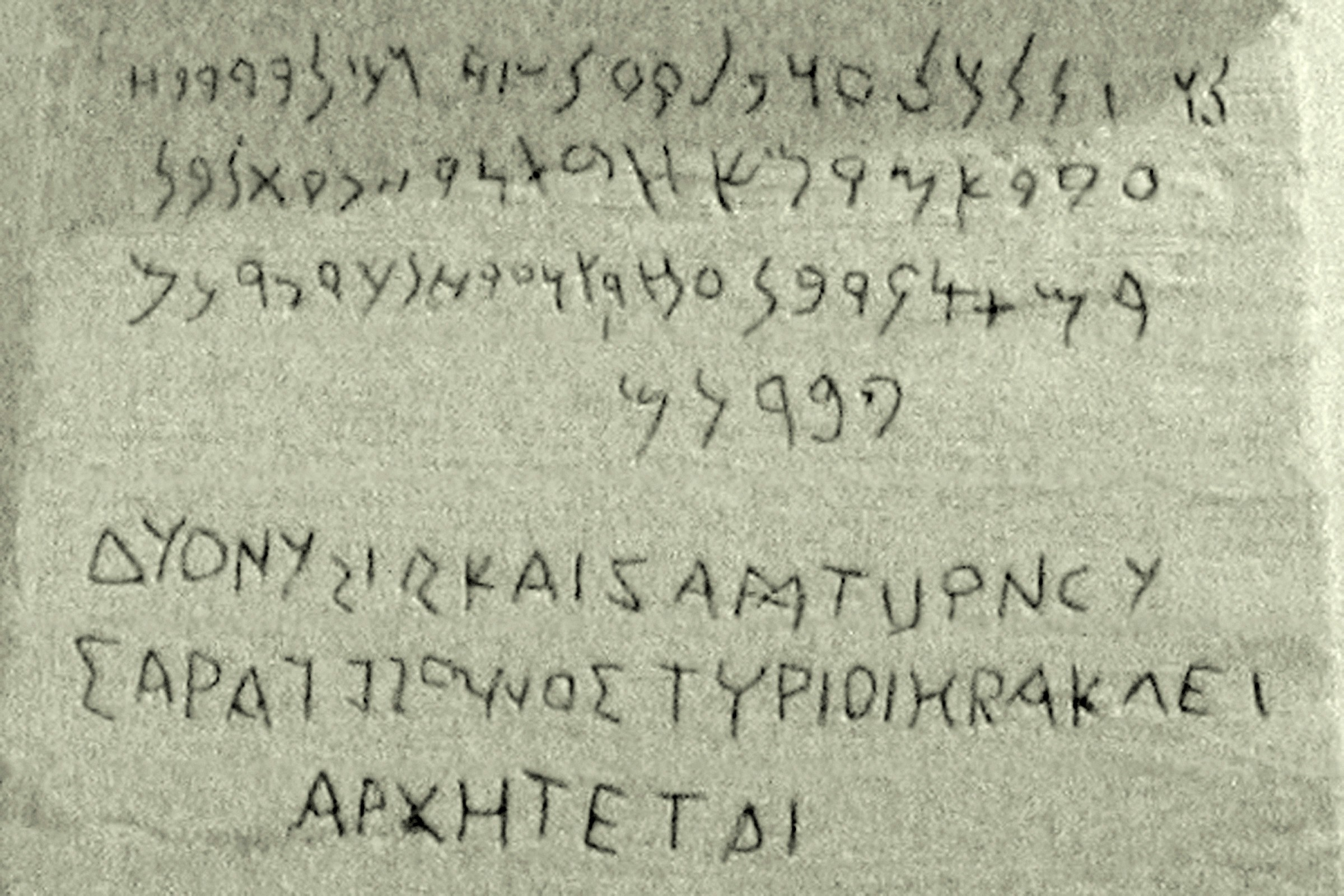
Inscripciones en fenicio y griego del Cipo de Melqart. Cada una va escrita en diferente dirección.

Las escrituras también se caracterizan por la dirección en la que se escriben. Los jeroglíficos egipcios se escribían en cualquier dirección horizontal, con los glifos de animales y humanos mirando al comienzo de la línea. Los alfabetos antiguos pudieron haberse escrito en múltiples direcciones,[cita requerida] horizontalmente (de izquierda a derecha o de derecha a izquierda) o verticalmente (de arriba abajo). Algunos, especialmente el griego, se escribían al modo bustrofedon: empezando en un sentido (horizontal), y alternándolo al sentido opuesto en líneas sucesivas.
El alfabeto fenicio, del que proceden la mayoría de escrituras modernas, era una escritura de derecha a izquierda, también llamada sinistroversa o sinistrosa, así como también lo era el alfabeto sudarábico y las inscripciones más arcaicas de los alfabetos griego y latino. Las escrituras aramea, árabe y hebrea también lo son.
El alfabeto griego y sus sucesores (alfabeto latino y alfabeto cirílico) se escriben de izquierda a derecha (dirección dextroversa o dextrosa), desde la parte superior de la página hasta la inferior. En Timed Text (TT) Authoring Format, este diseño se denota LRTB.
Las escrituras que incorporan caracteres chinos se escriben tradicionalmente verticalmente (de arriba abajo), de la derecha a la izquierda de la página, pero hoy en día también es frecuente la escritura de izquierda a derecha, y de arriba abajo, debido a la influencia occidental, de acuerdo a las necesidades de acomodarlas al alfabeto romano, y las limitaciones técnicas en el formato de un documento electrónico.
El alfabeto uigur y sus descendientes son únicos en el hecho de ser los únicos en ser escritos de arriba abajo y de izquierda a derecha; esta dirección fue originada de una ancestral dirección semítica rotando la página 90° en contra del sentido del reloj para estar conforme con la apariencia vertical de la escritura china.
Varias escrituras usadas en las Filipinas e Indonesia, tales como Hanunó'o, se escriben tradicionalmente en líneas moviéndose lejos del escritor, de abajo arriba, pero horizontalmente de izquierda a derecha.

## Sistemas de escritura en computadoras
Diferentes estándares ISO/IEC son definidos para acordar con cada sistema de escritura individual para implementarlos en sus computadoras (o en forma electrónica). Hoy muchos de esos estándares son redefinidos en un mejor estándar colectivo, el ISO 10646, también conocido como Unicode. En Unicode, cada carácter, en cada sistema de escritura de cada idioma, es (simplificando un poco) tiene un único número de identificación, conocido como code point. El software de la computadora usa el punto de código para colocar el carácter correspondiente en el archivo de fuente, entonces los caracteres pueden ser reproducidos en la pantalla o escena.
Un teclado de computadora es el aparato más conocido para escribir en la computadora. Cada tecla es asociada con un código estándar que el teclado envía a la computadora cuando es presionada. Usando una combinación de teclas alfabéticas con teclas modificadoras tales como Ctrl, Alt, Shift y AltGr, varios códigos de caracteres son generados y enviados al CPU. El sistema operativo intercepta y convierte esos signos en los apropiados caracteres basados en el orden del teclado y el input method, y entonces delivera esos códigos convertidos y caracteres al software aplicador activo, que en turnos reproducen el glifo apropiado en la actualmente usada fuente, y le pide al sistema operativo que la envíe a la pantalla.
En los sistemas de computadoras y telecomunicaciones, los grafemas y otras unidades parecidas a grafemas, es necesario para el procesamiento del texto que estén representados por "caracteres" que típicamente se manifiestan en forma codificada. Para aspectos técnicos del soporte informático para varios sistemas de escritura, ver ISO 10646 y Texto bidireccional, también Categoría:Codificación de caracteres.